# 天涯区
天涯区（てんがい-く）は中華人民共和国三亜市に位置する市轄区。

## 地理
市域の中部にある。三亜鳳凰国際空港が区内にある。

## 歴史
2014年2月、三亜市河西区（鎮レベルの区）、鳳凰鎮、天涯鎮、三亜湾管理委員会が廃止され、その区域と育才鎮をもって吉陽区が設置された。

## 行政区画
下部に23社区、30村を直接に管轄する。
- 社区：紅旗街社区、朝陽路社区、友誼路社区、機場路社区、金鶏嶺社区、西島社区、楡港社区、南海社区、新建社区、和平社区、光明社区、春園社区、場站社区、嶺北社区、鴨仔塘社区、回新社区、回輝社区、羊新社区、馬嶺社区、儋州村社区、群衆街社区、建設街社区、育春路社区
- 村：抱竜村、立新村、扎南村、檳榔村、妙林村、海坡村、新聯村、羊欄村、水蛟村、梅村村、桶井村、台楼村、抱前村、黒土村、布甫村、紅塘村、塔嶺村、文門村、過嶺村、華麗村、馬亮村、那受村、那会村、竜密村、馬脚村、明善村、雅林村、雅亮村、青法村、抱安村

## 交通

### 航空
- 三亜鳳凰国際空港

### 鉄道
- 中国鉄路総公司
  - 海南西環高速鉄道

（海口方面）- 鳳凰空港駅 -（三亜方面）

### 道路
- 高速道路
  - 海南地区環線高速道路
- 国道
  - G225国道